# Bruna Schmitz
Stephanie „Bruna“ Schmitz (* 3. April 1990 in Matinhos, Paraná) ist eine brasilianische Profi-Surferin und Model.

## Leben
Im Alter von neun Jahren entdeckte Stephanie „Bruna“ Schmitz ihre Liebe für das Surfen und war 2003 im Alter von 13 Jahren die jüngste Siegerin eines brasilianischen Profiturniers. Bereits ein Jahr später wurde sie mit 14 Jahren Brasiliens jüngste Profi-Surferin.
Von 2008 bis 2010 nahm sie an den Veranstaltungen der World Surf League teil. Anschließend schränkte sie ihre Wettkampftätigkeit ein und arbeitete unter anderem als Model für das Modelabel Roxy. Seit 2013 lebt sie im US-Bundesstaat Kalifornien.